# Gilbert White
Gilbert White, född 18 juli 1720 i Selborne i Hampshire, död 26 juni 1793 i Selborne i Hampshire, var en engelsk naturforskare och naturskildrare, främst inom fältornitologi.
White var kyrkoherde i Selborne i Hampshire i södra England, men det är som naturforskare och naturskildrare han gått till eftervärlden. Hans huvudarbete The Natural History and Antiquities of Selborne har utkommit i närmare 300 upplagor på engelska och har kontinuerligt funnits tillgängligt i tryck sedan det först publicerades 1789. Boken gavs ut på svenska år 1963 med titeln Naturen i Selborne.
Det naturvetenskapliga värdet i Whites arbete utgörs främst av att han betonar vikten av observationer i fält, till skillnad från examination av insamlade och avlivade exemplar, vilket dittills varit naturforskarnas vanligaste metod. Han behandlade fåglarnas beteenden och läten som lika viktiga som deras fjäderdräkt, vilket bland annat ledde till att han blev den förste att skilja mellan de till utseendet (men inte lätet) snarlika fågelarterna lövsångare och gransångare. Gunnar Brusewitz formulerar det som att White 
"var en av pionjärerna bland fältzoologerna i vetenskapshistorien och ägnade sig åt etologi - beteendevetenskap - långt innan termen skapades".

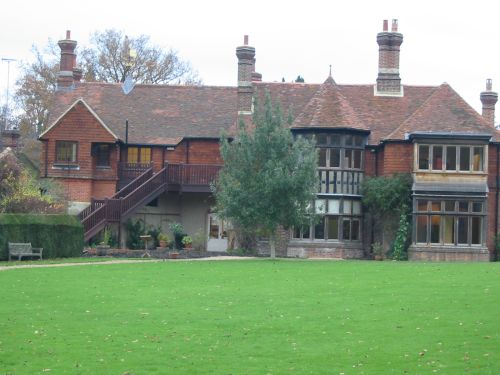
The Wakes, Gilbert Whites hus i Selborne i Hampshire, England.

I Whites hus i Selborne, The Wakes, inryms numera ett museum över honom och hans gärning.